# 第44屆金馬獎
第44屆金馬獎，2007年華人電影界的年度盛事之一，將表揚2007年度傑出電影與電影工作者。頒獎典禮於2007年12月8日晚上7:00在台北小巨蛋展開，主持人為藍心湄、陳建州與周瑛琦。
本屆多部大陸電影在報名或提名後宣布退出，執委會決定採遞補。最後由李安所執導的《色，戒》為最大贏家，一共獲得最佳劇情片獎等7項獎項。

## 簡介
本屆因李安之《色戒》參展而令人矚目；梁朝偉以《色戒》三度榮登影帝，創下影帝紀錄；而陳沖是金馬史上唯一得過影后與導演獎第一人，創下紀錄，本屆擊退湯唯、李冰冰、劉若英等人，以《意》一片二度封后。
大陸國寶級藝人趙本山演出《落葉歸根》一片，充滿黑色喜劇式幽默，獲得觀眾票選最佳影片。終身成就獎頒給今年因病過世之臺灣新電影三巨頭之一的楊德昌。

## 評選過程
今年得獎名單絕大部份都沒有意外，昨天決選評審召集人黃建業和初選召集人梁良看到得獎名單後，黃建業和梁良對最佳女配角得主都嚇了一跳，因為決選評審比較青睞張鈞甯、邵美琪，范冰冰反而沒被討論到，足見范冰冰在5位初選評審的分數拿超高，才有可能一舉打敗7位決選評審的分數。
此外今年出採取計分制，以10分為一個級距，各評審個別打分數，再交由會計師統計，最後由最高分者獲勝。如此一來，沒有一個評審能夠在頒獎人公開宣佈得獎者姓名之前知道最後結果。獲獎結果是初審分數與決審綜合評比選出得獎人，不過也引發一些疑慮，之後幾屆計分制疑似被修改取消。
導演部份，在決選會議上爭論蠻長的時間，李安是一個，另一個則是姜文，第三個是遊乃海。最後是姜文和李安受討論，各有兩個評委很堅定地支持。所以兩個導演的優缺點越辨越清楚。李安在導演專業上，情節細處和劇本處理地很清楚。在床戲上有很細膩的掌握，整體製作上很優秀。而姜文在電影語法的開發力具有勇敢探索性，對文革的思維有驚人的魔幻寫實之處。只不過在選擇這兩種價值觀上各有支持。遊乃海也有支持，他有專業的節奏和張力，但做為不是那麼資深的導演有很大的驚喜，最後肯定李安整體表現較優。
男主角在決選會議中，受討論的則是梁朝偉和趙本山，黃建業表示偉仔每場戲都作得很漂亮，性愛場面中的動作暴力具有深度，有別過往演出。趙本山則是把把一個很土俗的角色演得很好。雖然郭富城其實很有味道，但要和前兩位比起來，比較沒獲得支持。
女主角部份，陳沖在「意」當中的演出非常內斂，而且她在《太陽照常升起》與《色，戒》中的演出也很優秀，全方面的演出都很優秀，拿女主角實至名歸。而湯唯未來潛力發展無窮，拿最佳新演員獎毫無爭議。
女配角部份，其實評審在決選會議在支持張鈞甯、邵美琪。但張鈞甯對那個角色很細膩，心裡上，內在就像導演鈕承澤的女朋友，她和鈕之間的告白對手戲拿捏得很好。邵美琪其實是個典型的角色，愛講粗話很直接了當，可惜戲份少。這樣少戲份的角色突出很優秀。曾愷玹是個很美麗的演員，沒獲討論。反而沒想到最後是「心中有鬼」的范冰冰出線，「心中有鬼」這部片在攝影風格上處理是最大優點，整體表現並不如預期。
男配角梁家輝部份，他演這樣的父親，從前面的剛烈到最後入獄後展現慈父面貌，雖然沒有很突出，但對父親形象的掌握很出色。古天樂蠻多人喜愛，有人遺憾他長得太英俊，所以要變一個吸毒者必須要裝得很醜，他演得很好，蠻有吸毒者本身的個性上的戲劇力量一反他過往表現。

## 入圍暨得獎名單
下列之標記為該獎項之得獎者。

## 表演節目
- 影經劇典

由台北愛樂管絃樂團與王力宏 (小提琴手)共同演奏。
1. 梁祝　　　　　　　1958 《梁祝小提琴协奏曲》
2. 酒矸倘賣無　　　　1983 《搭錯車》
3. Yumeji's Theme　　2000 《花樣年華》
4. 猛龍過江　　　　　1972 《猛龍過江》
5. 東方的威風　　　　1983 《A計畫》
6. 永遠不回頭　　　　1989 《七匹狼》
7. 亞細亞的孤兒　　　1990 《異域》
8. 天若有情　　　　　1990 《追夢人》
9. 最後一夜　　　　　1984 《金大班的最後一夜》
10. 終身美麗　　　　　2001 《瘦身男女》
11. 賭神　　　　　　　1989 《賭神》
12. 英雄故事　　　　　1985 《警察故事》
13. 淹沒　　　　　　　2007 《色，戒》 (王力宏由此加入演奏團隊)
14. 望春風　　　　　　1977 《望春風》
15. 被遺忘的時光　　　2002 《無間道》
16. 心動　　　　　　　1999 《心動》
17. 路隨人茫茫　　　　1987 《倩女幽魂》
18. 滾滾紅塵　　　　　1990 《滾滾紅塵》
19. 我不入地獄　　　　2004 《功夫》
20. 金馬奔騰　　　　　2007 第四十四屆金馬獎頒獎典禮

- 風華絕代

由陳慧琳演唱
1. 說不出的快活　詞：李雋青　曲：服部良一
2. 給我一個吻　　詞：陳蝶衣　曲：Marshall Brown/Alden Shumoa/Earl Shaman
3. 我要你的愛　　詞：姚敏　　曲：姚敏
4. 歌舞昇平　　　詞：姚謙　　曲：雷頌德

- 奔騰的音符

由蕭敬騰演唱最佳電影原創音樂
1. 周杰倫 ─ 〈不能說的·秘密〉
2. 楊丞琳 ─ 〈小茉莉〉 (《刺青》)
3. 舒淇 ─ 〈天堂口〉
4. 蘇打綠 ─ 〈小情歌〉 (《六號出口》)

- 魔影幢幢

日本魔術師Cyril表演魔術
- 愛，別巨風蔚

莫文蔚演唱
1. 桂花巷　 詞：吳念真　　　曲：陳揚　　《桂花巷》主題曲
2. 甜蜜蜜　 詞：莊奴（黃河）曲：印尼民歌《甜蜜蜜》主題曲

古巨基演唱
1. 追　　　 詞：林夕　　　　曲：李迪文　《金枝玉葉》主題曲
2. 如果·愛　詞：姚謙　　　　曲：金培達　《如果·愛》主題曲

莫文蔚、古巨基演唱
1. 緣份　　詞：盧國霑　　　曲：奧金寶　 《緣份》主題曲

## 多項提名
多項提名電影
- 11項《色，戒》
- 7項《意》
- 5項《不能說的·祕密》
- 4項《情非得已之生存之道》與《跟蹤》
- 3項《軍雞》與《墨攻》與《流浪神狗人》與《門徒》與《太陽照常升起》與《我在政府部門的日子》與《男兒本色》
- 2項《落葉歸根》與《最遙遠的距離》與《導火綫》與《戰·鼓》與《C+偵探》與《心中有鬼》
- 1項《草木戰役》與《荷里活華人》與《勾引》與《飛越藍調》與《光之夏》與《爸爸的手指頭》與《夏天的尾巴》與《基因決定我愛你》與《雲水謠》與《傷城》與《綁架》與《穿牆人》與《881》與《六號出口》與《天堂口》與《刺青》與《夜·明》與《雙子神偷》

### 得獎統計
終身成就紀念獎、非競賽獎項不列入統計。
- ：《色，戒》
- ：《不能說的·祕密》
- ：《意》與《心中有鬼》
- ：《情非得已之生存之道》與《落葉歸根》與《荷里活華人》與《飛越藍調》與《最遙遠的距離》與《導火綫》與《戰·鼓》與《C+偵探》與《太陽照常升起》

## 追思逝世影人
本年度金馬獎的追思逝世影人單元，由主持人陳建州一一念出逝世影人的姓名。以下是追思影人的名單（按影片中出現順序列出）：

| - 陳志舜——導演、監製。 - 柳哥——演員。 - 雷峰——演員。 - 汪長智——沙龍電影製作公司負責人。 - 藍天虹——演員、導演、製作人。 | - 古軍——演員。 - 曹達華——演員。 - 周天素——製片人。 - 朱牧——導演、演員、監製。 |

## 評審名單
井迎兆、李富雄、李達濤、周慧玲、侯志堅、胡錦、孫樹培、袁琼琼、張桂明、梁良、陳以文、陳俊志、陳秋燕、曾介圭、廖本榕、劉鵬翼、滕兆鏘、蔡揚名、戴嘉明、謝興、韓良露、丁乃竺、方令正、黃建業、黎明柔、謝飛、關本良、Hubert Niogret

## 外部連結
- 第44屆金馬獎名單 （页面存档备份，存于）（繁體中文）
- 第44屆金馬獎頒獎典禮 ─ 中文電視大典 （页面存档备份，存于）
- 國家電影中心圖書館-第四十四屆金馬獎頒獎典禮[永久]
- 時光網-第44届台湾电影金马奖 （页面存档备份，存于）